# یواس‌اس مک‌دوگال (دی‌دی-۵۴)
یواس‌اس مک‌دوگال (دی‌دی-۵۴) (به انگلیسی: USS McDougal (DD-54)) یک کشتی بود که طول آن ۳۰۵ فوت ۳ اینچ (۹۳٫۰۴ متر) بود. این کشتی در سال ۱۹۱۴ ساخته شد.